# Ferhat Güneyli
Ferhat Güneyli (* 1969 in Kirikkale) ist ein türkischer Sänger und Baglamaspieler der türkischen Volksmusik und Özgün Müzik (Protesmusik). 

## Leben
Der in Berlin lebende Ferhat Güneyli ist einer der Vorreiter des modernen türkischen Folk. Seine Musik stammt aus dem reichen Liedgut der Volksweisen seiner Heimat Türkei. Sein Repertoire umfasst neuarrangierte Volkslieder, gecoverte Songs von bekannten türkischen Liedermachern und aus eigenen Kompositionen.

## Diskografie

### Alben
- 2000: Mysteries of Anatolia, Ozan PLak Istanbul
- 2016: İşte Gidiyorum, Majör Plak İstanbul April